# بحيرة عين الشقيقة
بحيرة عين الشقيقة أرض رطبة محمية تقع شرق ليبيا، اندرجت تحت اتفاقية رامسار سنة 2000، وتغطي مساحة 33 هكتار (82 أكر). حسب اتفاقية رامسار: «سبخة ساحلية شديدة الملوحة بها تكوينات صخرية كلسية في الجنوب، كثبان وسهول طينية بها شجيرات واسعة من الغرب إلى الشرق. والموقع متصل بالبحر، تصل مياه البحر إلى السبخة في الشتاء وارتفاع المد وترفع منسوب المياه إلى حوالي متر واحد، ينابيع المياه العذبة تقلل من ملوحة البحيرة إلى حد ما. يعد الموقع جزءًا من منتزه الكوف الوطني، وهو أرض رطبة مهمة للطيور المائية المهاجرة والمقيمة وله إمكانات كبيرة للسياحة البيئية ومراقبة الطيور.» 